# Negash
Negash este un oraș din Etiopia. Este una din primele așezări musulmane din Africa.